# Challenger de Madrid 2024
El torneo Open Comunidad de Madrid 2024 FUE un torneo de tenis perteneció al ATP Challenger Tour 2024 en la categoría Challenger 100. Se trató de la 3ª edición; el torneo tuvo lugar en la ciudad de Madrid (España), desde el 8 hasta el 14 de abril de 2024 sobre pista de tierra batida al aire libre.

## Jugadores participantes del cuadro de individuales
| Preclasificado | País                                  | Jugador              | Rank1 | Posición en el torneo |
| 1              | Bandera de Japón                      | Taro Daniel          | 84    | Primera ronda         |
| 2              | Bandera de España                     | Albert Ramos         | 103   | Cuartos de final      |
| 3              | Bandera de Argentina                  | Camilo Ugo Carabelli | 106   | Baja                  |
| 4              | Bandera de la República Popular China | Shang Juncheng       | 113   | Segunda ronda         |
| 5              | Bandera de República Checa            | Vít Kopřiva          | 118   | Segunda ronda         |
| 6              | Bandera de Austria                    | Jurij Rodionov       | 119   | Semifinales           |
| 7              | Bandera de Francia                    | Harold Mayot         | 129   | Segunda ronda         |
| 8              | Bandera de Kazajistán                 | Mikhail Kukushkin    | 139   | Semifinales, retiro   |

- 1 Se ha tomado en cuenta el ranking del 1 de abril de 2024.

### Otros participantes
Los siguientes jugadores recibieron una invitación (wild card), por lo tanto ingresan directamente al cuadro principal (WC):
- Martín Landaluce
- Alejandro Moro Cañas
- Albert Ramos

Los siguientes jugadores ingresan al cuadro principal tras disputar el cuadro clasificatorio (Q):
- Guido Andreozzi
- Ignacio Buse
- Marc-Andrea Hüsler
- Daniel Rincón
- Abdullah Shelbayh
- Carlos Taberner

## Campeones

### Individual Masculino
- Stefano Napolitano derrotó en la final a  Leandro Riedi por 6–3, 6–3

### Dobles Masculino
- Harri Heliövaara /  Henry Patten derrotaron en la final a  Guido Andreozzi /  Miguel Ángel Reyes-Varela por 7–5, 7–6(1)